# Oorlogszaal (Versailles)

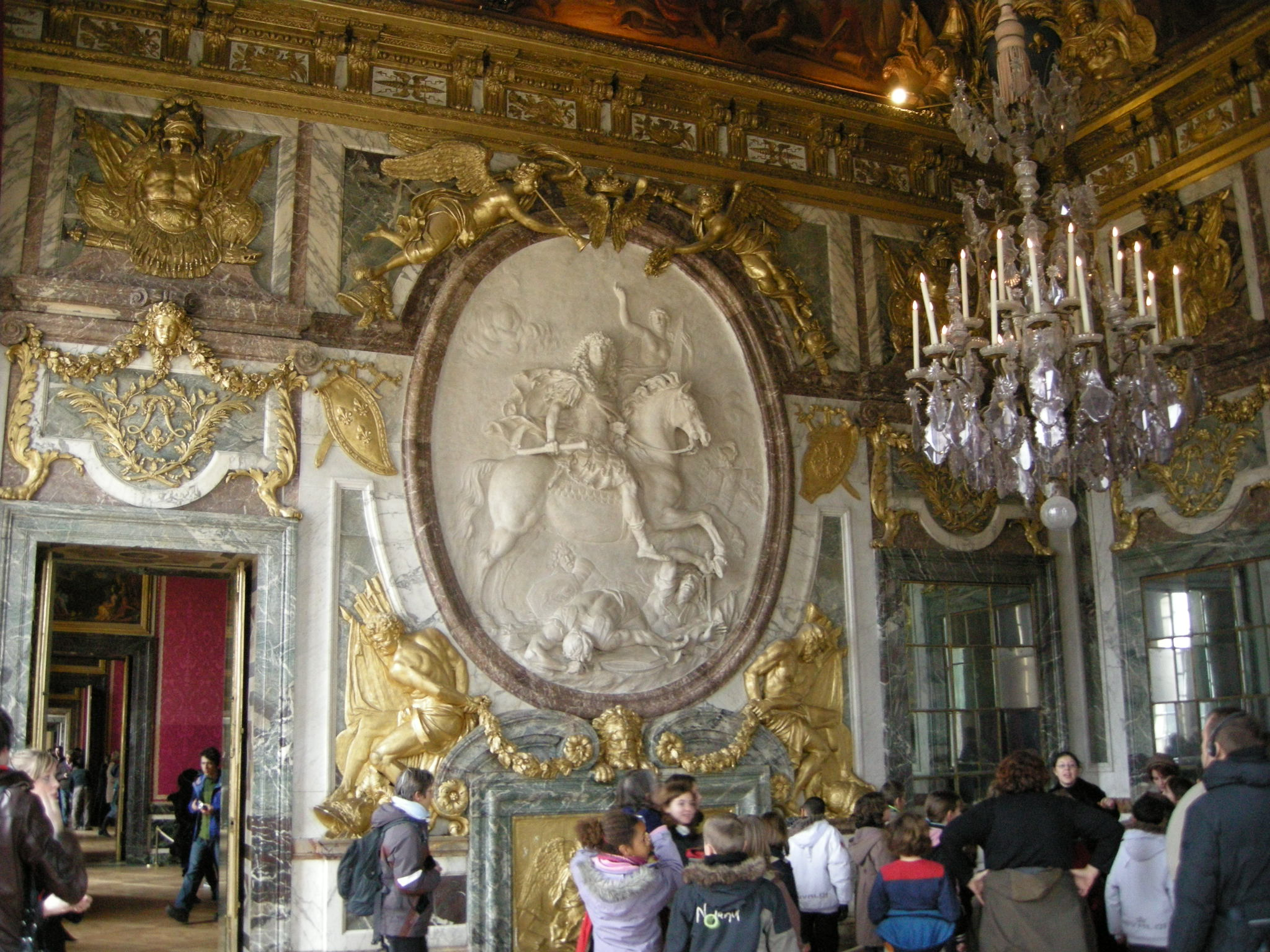
Oorlogszaal

De Oorlogszaal is een marmeren en vergulde zaal aan het eind van de staatsievertrekken op de eerste verdieping van het Kasteel van Versailles vlak voor de Spiegelzaal.
Hij werd in 1678 door Jules Hardouin-Mansart gebouwd.
Het plafond heeft een afbeelding van het gewapende Frankrijk.
Aan de wand is een groot ovaal bas-reliëf van pleisterkalk met als afbeelding Lodewijk XIV op zijn paard op het slagveld, met erboven twee engelen en eronder twee geketende gevangenen. Het werd gemaakt door Antoine Coysevox.
Op de bogen staan de grootmachten:
- het geknielde Duitse Rijk
- het dreigende Spaanse Rijk met de leeuw
- Nederland achterstevoren op de leeuw van Vlaanderen en Bellona (godin van de strijd).